# Hebanthe occidentalis
Hebanthe occidentalis är en amarantväxtart som först beskrevs av Robert Elias Fries, och fick sitt nu gällande namn av Borsch och Troels Myndel Pedersen. Hebanthe occidentalis ingår i släktet Hebanthe och familjen amarantväxter. Inga underarter finns listade i Catalogue of Life.